# Lindensee (Boitzenburger Land)

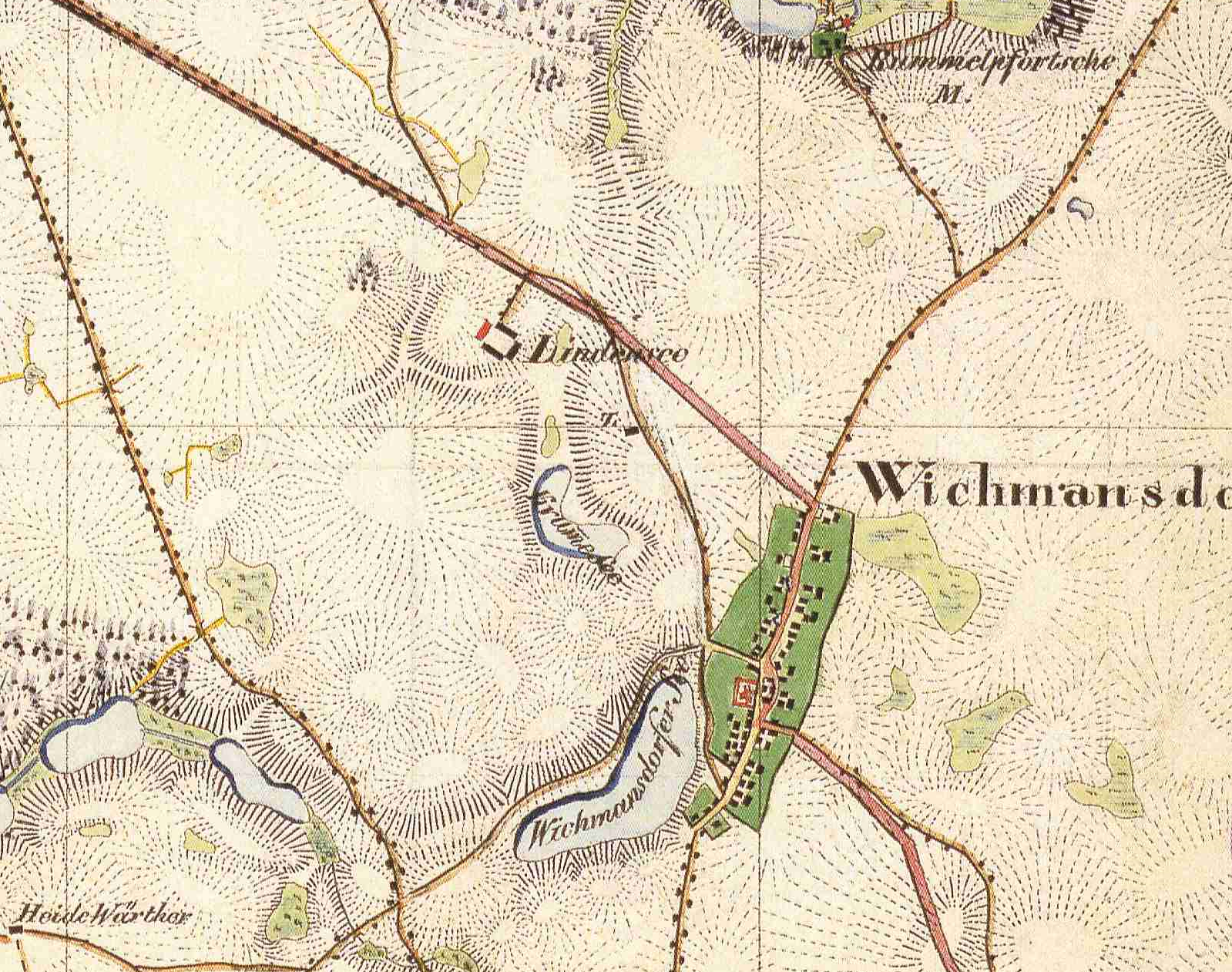
Wichmannsdorf auf dem Urmesstischblatt 2747 Boitzenburg von 1825, Z (unterhalb des Schriftszuges Lindensee) = Ziegelei

Lindensee ist ein Wohnplatz im Ortsteil Wichmannsdorf der Gemeinde Boitzenburger Land (Landkreis Uckermark, Brandenburg).

## Lage
Lindensee liegt ca. 1 km nordwestlich vom Ortskern von Wichmannsdorf. Der Wohnplatz ist vom Ortskern Wichmannsdorf über die Seestraße oder die L 24 zu erreichen, die durch Wichmannsdorf hindurch und nördlich an Lindensee vorbei führt (dort Abzweig zum Wohnplatz). Entlang der Seestraße sind im 20. Jahrhundert einige Häuser entstanden, sodass der Wohnplatz Lindensee mit dem Ortskern durch eine lockere Bebauung verbunden ist. Der Wohnplatz liegt auf etwa 88,6 m ü. NHN. Zwischen Lindensee und dem Ortskern von Wichmannsdorf liegt der Krumme See sowie in dessen gedachter Fortsetzung nach Norden zwei kleine Teiche.

## Geschichte
1822 wurde das Vorwerk Lindensee durch die Abtretung von Bauernacker infolge der Dienstregulierung gebildet und benannt. Eine offizielle Benennung konnte aber im Amtsblatt der Königlichen Regierung zu Potsdam und der Stadt Berlin von 1822 und 1823 nicht gefunden werden. Zum Vorwerk gehörten 17½ Hufen umgerechnet 635 magdeburgische Morgen (nach Ritterschaftsmatrikel) bzw. 17¼ Hufen oder 1331 Morgen. Davon wurden 149 Morgen der Rummelpforter Mühle zugeteilt und dem dortigen Müller verpachtet. Für das Vorwerk blieben also noch 1182 Morgen. Es gehörte zur Herrschaft Boitzenburg (ab 1856 Grafschaft Boitzenburg) der Familie von Arnim.
1820 war die Herrschaft Boitzenburg Adolf Heinrich Graf von Arnim-Boitzenburg (1803–1868) durch Losentscheid (zwischen ihm und seinem älteren Bruder Friedrich Ludwig) zugefallen. Zunächst übernahm allerdings Kriegsrat Samuel Gottlieb Bandelow als Vormund des noch minderjährigen Grafen Adolf Heinrich die Verwaltung der Güter. Lindensee und Sternthal entstanden noch in der Zeit der Vormundschaft bzw. der Verwaltung durch Samuel Bandelow. Ab etwa 1827 übernahm Adolf Heinrich die volle Verwaltung seiner Güter. Während 1865 insgesamt 15 Güter verpachtet waren, blieben Zerwelin und Lindensee sowie die Wälder in der direkten Verwaltung des Grafen.
1825 gehörte zum Rittergut Lindensee bereits eine Ziegelei (eingezeichnet im Urmesstischblatt 2747 Boitzenburg von 1825). 1827 wurde das Vorwerk mit der Bewirtschaftungsform der Schlagwirtschaft betrieben. Es gab sieben Schläge zu 98 Morgen. 1840 gab es ein Wohnhaus und 24 Einwohner. 1858 wohnten schon 37 Menschen in Lindensee. 1860 gab es zwei Wohngebäude und vier Wirtschaftsgebäude, darunter die schon länger bestehende Ziegelei. In der Ziegelei arbeiteten ein Aufseher und fünf Arbeiter. Auf Adolf Heinrich Graf von Arnim-Boitzenburg folgte sein Sohn Adolph Graf von Arnim-Boitzenburg (1832–1887). Er war Oberpräsident der Provinz Schlesien. Am Deutsch-Dänischen Krieg von 1864 nahm auch der Musketier Friedrich Mesow aus Lindensee teil. Bei einem Gefecht bei Stenderup (bei Sieverstedt) wurde er durch einen Schuß durch den vorderen Theil des Leibes verwundet. 1871 hatte Lindensee vier Wohnhäuser und 43 Einwohner.
1874 ließ Adolph Graf von Arnim-Boitzenburg Lindensee und Sternthal durch den Amtmann Kunze verwalten. 1879 wird als Verwalter ein Oberamtmann Junk genannt. Der Gutsbezirk Lindensee hatte damals zusammen (einschließlich Sternthal) eine Gesamtgröße von 426,59 Hektar, davon 375,36 Hektar Acker, 21,28 Hektar Wiesen, 1,73 Hektar Hutung (Weide) und 28,22 Hektar Wasser. Der Grundsteuerreintrag belief sich auf 5947 Mark.
Ab 1885 ist die Größe des Rittergutes Lindensee mit 217 Hektar angegeben, davon 190 Hektar Acker, 16 Hektar Wiesen, 5 Hektar Hutung und 6 Hektar Wasser. Das Rittergut Lindensee war nun verpachtet, Pächter war ein Bruno Hinrichs auf. Sehr wahrscheinlich bezieht sich die Größe nur auf Lindensee (ohne Sternthal). 1885 hatte Lindensee 87 Einwohner. Adolf Graf von Arnim-Boitzenburg war 1887 gestorben. Ihm folgte sein Sohn Dietlof Graf von Arnim-Boitzenburg (1867–1933) nach.
1896 wird als Industrielle Anlage in Lindensee eine Darre für Zichorien (Cichoriendarre) aufgelistet. Unter der Rubrik Züchtung spezieller Viehrassen und Verwertung des Viehstandes ist der Milchverkauf und eine Käserei genannt. 1896 hatte auch der Pächter gewechselt, Pächter war nun Otto Strache.
Ab 1903 ist dann Karl Sass Pächter des Gutes Lindensee. Auch für dieses Jahr ist unter der Rubrik Züchtung spezieller Viehrassen und Verwertung des Viehstandes der Milchverkauf und eine Käserei genannt. Auch die Cichoriendarre existierte noch. Auch 1910 und 1914 ist Karl Sass noch als Pächter von Lindensee vermerkt.
1907 und 1914 gehörten zum Gutsbezirk Lindensee das Mühlengut Rummelpforter Mühle, das Rittergut Lindensee und das Rittergut Sternthal. Es ist nur die Größe des Gutsbezirkes insgesamt angegeben, nicht jedoch die einzelnen Güter. Separat für die einzelnen Güter ist jeweils der Tierbestand ausgewiesen. Die Gesamtgröße des Gutsbezirks ist nun wieder mit 426 Hektar aufgeführt (wie 1879), davon 375 Hektar Acker, 22 Hektar Wiesen und 1,5 Hektar Hutung (Weiden). Außerdem sind noch 111 Hektar Wasser vermerkt. Der Tierbestand im Gut Lindensee ist mit 24 Pferden, 36 Stück Rindvieh, darunter 20 Kühen, 400 Schafen und 40 Schweinen angegeben. Konträr zu der Angabe der Größe des Gutsbezirks Lindensee in Niekammer’s  Güter-Adreßbuch für die Provinz Brandenburg steht die Gößenabgabe des Gutsbezirks Lindensee mit 506 Hektar (für 1900) im Historischen Ortslexikon.
1923 ist Heinrich Sass Pächter von Lindensee, möglicherweise ein Sohn des Karl Sass. 1929 ist als Verwalter ein von Poncet genannt. Dietlof Graf von Arnim-Boitzenburg starb 1933. Ihm folgte sein dritter Sohn Joachim Dietlof (1898–1972) nach, der bis 1945 Majoratsherr auf Boitzenburg und Eigentümer von Lindensee war. Wie die anderen großen Güter wurde Lindensee in der Bodenreform von 1946 enteignet und aufgeteilt.
Wann der Gutsbezirk Lindensee gebildet wurde, ließ sich bisher noch nicht sicher ermitteln (vermutlich nach 1865). Der Gutsbezirk existierte aber bereits 1871. Dem Gutsbezirk waren das Vorwerk Sternthal und die Rummelpforter Mühle zugeordnet. Mit der Einführung der Amtsbezirke im Jahr 1874 wurde der Gutsbezirk Lindensee mit Sternthal und der Rummelpforter Mühle dem Amtsbezirk Nr. 3 Boitzenburg des Kreises Templin zugewiesen. Amtsvorsteher war der Amtmann Kunze in Boitzenburg, sein Stellvertreter der Forstmeister Schmidt in Boitzenburg.
1928 wurde der Gutsbezirk Lindensee mit dem Gemeindebezirk Wichmannsdorf zur Gemeinde Wichmannsdorf vereinigt. 1931 und 1950 war Lindensee Wohnplatz von Wichmannsdorf. 1942 ist Lindensee als Ortsteil von Wichmannsdorf ausgewiesen. 1964 und 1971 war Lindensee dann wieder Ortsteil. 1992 schloss sich Wichmannsdorf mit neun anderen Gemeinden zum Amt Boitzenburg (Uckermark) zusammen. Zum 31. Dezember 2001 bildeten die amtsangehörigen Gemeinden die Gemeinde Boitzenburger Land, und das Amt Boitzenburg (Uckermark) wurde aufgelöst. Seither ist Wichmannsdorf ein Ortsteil der Gemeinde Boitzenburger Land, Lindensee ist Wohnplatz im Ortsteil Wichmannsdorf.